# Gran Premio del 70.º Aniversario
El Gran Premio del 70.º Aniversario (oficialmente Emirates Formula 1 70th Anniversary Grand Prix 2020) fue una carrera especial de Fórmula 1 que se realizó entre el 7 y 9 de agosto en el circuito de Silverstone, Reino Unido. Fue la quinta carrera de la temporada 2020 de Fórmula 1, la 55.ª carrera que se disputó en el circuito, y además, conmemoró los 70 años del primer Gran Premio del campeonato.
Max Verstappen se consagró ganador, seguido de Lewis Hamilton y Valtteri Bottas.

## Marco histórico
En 1947, como respuesta al Campeonato Mundial de Motociclismo iniciado en 1949, la Federación Internacional del Automóvil (FIA) organizó el primer Campeonato Mundial de Pilotos oficial usando las reglas de la F1 diseñadas tras la guerra, dando así inicio a la Fórmula 1 moderna (desde 1950). El primer Gran Premio puntuable se realizó el 13 de mayo de 1950 en el circuito de Silverstone y fue ganado por el italiano Giuseppe Farina.
Durante la temporada 2020, el calendario se vio alterado por la pandemia por coronavirus. Se decidieron suspender varias fechas, y prácticamente el calendario para la temporada fue detenido.
En inicios de mayo fueron anunciadas las primeras ocho carreras en Europa, donde también se incluyó el Gran Premio del 70.º Aniversario a disputarse en Silverstone luego del GP de Gran Bretaña, en conmemoración a los 70 años de la F1. Fue la primera temporada de la historia en tener más de una carrera en un mismo circuito.
Por tanto, este Gran Premio fue realizado para conmemorar los 70 años de esta competencia, en el Circuito de Silverstone, mismo lugar donde se corrió la primera carrera puntuable para un campeonato de Fórmula 1.

## Previa
Robert Kubica reemplazó a Antonio Giovinazzi en Alfa Romeo durante la primera sesión de entrenamientos libres.
El equipo Racing Point fue sancionado con la pérdida de 15 puntos en el Campeonato de Constructores y una multa de €400 000, después de que la FIA considerara la protesta de Renault acerca de la ilegalidad del conducto de freno de Racing Point en el GP de Estiria.

## Neumáticos
| Nombre del compuesto | Color | Color | Banda de rodadura     | Condiciones del tiempo | Tipo del compuesto | Adherencia | Durabilidad |
| -------------------- | ----- | ----- | --------------------- | ---------------------- | ------------------ | ---------- | ----------- |
| Duro C2              | H     |       | Slick (Liso) (P Zero) | Seco                   | Obligatorio        | Baja       | Alta        |
| Medio C3             | M     |       | Slick (Liso) (P Zero) | Seco                   | Obligatorio        | Media      | Media       |
| Blando C4            | S     |       | Slick (Liso) (P Zero) | Seco                   | Optativo           | Alta       | Baja        |

### Tipos de neumáticos
| Tipo  | Duro | Duro | Medio | Medio | Blando | Blando | Intermedios | Intermedios | De lluvia | De lluvia |
| ----- | ---- | ---- | ----- | ----- | ------ | ------ | ----------- | ----------- | --------- | --------- |
| Nuevo | H    |      | M     |       | S      |        | I           |             | W         |           |
| Usado | H    |      | M     |       | S      |        | I           |             | W         |           |

## Entrenamientos libres

### Primeros libres
Resultados
| Pos. | N.º | Piloto          | Equipo/Motor              | Mejor tiempo | Diferencia | Compuesto | Vueltas |
| ---- | --- | --------------- | ------------------------- | ------------ | ---------- | --------- | ------- |
| 1    | 77  | Valtteri Bottas | Mercedes                  | 1:26.166     | —          |           | 21      |
| 2    | 44  | Lewis Hamilton  | Mercedes                  | 1:26.304     | +0.138     |           | 23      |
| 3    | 33  | Max Verstappen  | Red Bull-Honda            | 1:26.893     | +0.727     |           | 24      |
| 4    | 27  | Nico Hülkenberg | Racing Point-BWT Mercedes | 1:26.942     | +0.776     |           | 25      |
| 5    | 16  | Charles Leclerc | Ferrari                   | 1:27.022     | +0.856     |           | 20      |

Fuente: Fórmula 1.

### Segundos libres
Resultados
| Pos. | N.º | Piloto           | Equipo/Motor              | Mejor tiempo | Diferencia | Compuesto | Vueltas |
| ---- | --- | ---------------- | ------------------------- | ------------ | ---------- | --------- | ------- |
| 1    | 44  | Lewis Hamilton   | Mercedes                  | 1:25.606     | —          |           | 22      |
| 2    | 77  | Valtteri Bottas  | Mercedes                  | 1:25.782     | +0.176     |           | 22      |
| 3    | 3   | Daniel Ricciardo | Renault                   | 1:26.421     | +0.815     |           | 29      |
| 4    | 33  | Max Verstappen   | Red Bull-Honda            | 1:26.437     | +0.831     |           | 15      |
| 5    | 18  | Lance Stroll     | Racing Point-BWT Mercedes | 1:26.501     | +0.895     |           | 24      |

Fuente: Fórmula 1.

### Terceros libres
Resultados
| Pos. | N.º | Piloto          | Equipo/Motor              | Mejor tiempo | Diferencia | Compuesto | Vueltas |
| ---- | --- | --------------- | ------------------------- | ------------ | ---------- | --------- | ------- |
| 1    | 44  | Lewis Hamilton  | Mercedes                  | 1:26.621     | —          |           | 12      |
| 2    | 77  | Valtteri Bottas | Mercedes                  | 1:26.784     | +0.163     |           | 13      |
| 3    | 4   | Lando Norris    | McLaren-Renault           | 1:27.202     | +0.581     |           | 19      |
| 4    | 27  | Nico Hülkenberg | Racing Point-BWT Mercedes | 1:27.258     | +0.637     |           | 15      |
| 5    | 18  | Lance Stroll    | Racing Point-BWT Mercedes | 1:27.263     | +0.642     |           | 14      |

Fuente: Fórmula 1.

## Clasificación

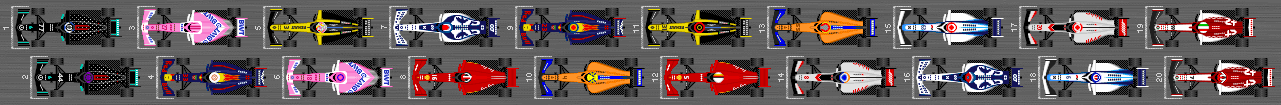
Clasificación final para la carrera.

Ocon fue penalizado con tres posiciones por obstaculizar a Russell durante la sesión clasificatoria.
Resultados
| Pos. | N.º | Piloto             | Equipo/Motor              | Parte 1  | Parte 2  | Parte 3  | Parrilla |
| ---- | --- | ------------------ | ------------------------- | -------- | -------- | -------- | -------- |
| 1    | 77  | Valtteri Bottas    | Mercedes                  | 1:26.738 | 1:25.785 | 1:25.154 | 1        |
| 2    | 44  | Lewis Hamilton     | Mercedes                  | 1:26.818 | 1:26.266 | 1:25.217 | 2        |
| 3    | 27  | Nico Hülkenberg    | Racing Point-BWT Mercedes | 1:27.279 | 1:26.261 | 1:26.082 | 3        |
| 4    | 33  | Max Verstappen     | Red Bull-Honda            | 1:27.154 | 1:26.779 | 1:26.176 | 4        |
| 5    | 3   | Daniel Ricciardo   | Renault                   | 1:27.442 | 1:26.636 | 1:26.297 | 5        |
| 6    | 18  | Lance Stroll       | Racing Point-BWT Mercedes | 1:27.187 | 1:26.674 | 1:26.428 | 6        |
| 7    | 10  | Pierre Gasly       | AlphaTauri-Honda          | 1:27.154 | 1:26.523 | 1:26.534 | 7        |
| 8    | 16  | Charles Leclerc    | Ferrari                   | 1:27.427 | 1:26.709 | 1:26.614 | 8        |
| 9    | 23  | Alexander Albon    | Red Bull-Honda            | 1:27.153 | 1:26.642 | 1:26.669 | 9        |
| 10   | 4   | Lando Norris       | McLaren-Renault           | 1:27.217 | 1:26.885 | 1:26.778 | 10       |
| 11   | 31  | Esteban Ocon       | Renault                   | 1:27.278 | 1:27.011 |          | 14*      |
| 12   | 5   | Sebastian Vettel   | Ferrari                   | 1:27.612 | 1:27.078 |          | 11       |
| 13   | 55  | Carlos Sainz Jr.   | McLaren-Renault           | 1:27.450 | 1:27.083 |          | 12       |
| 14   | 8   | Romain Grosjean    | Haas-Ferrari              | 1:27.519 | 1:27.254 |          | 13       |
| 15   | 63  | George Russell     | Williams-Mercedes         | 1:27.757 | 1:27.455 |          | 15       |
| 16   | 26  | Daniil Kvyat       | AlphaTauri-Honda          | 1:27.882 |          |          | 16       |
| 17   | 20  | Kevin Magnussen    | Haas-Ferrari              | 1:28.236 |          |          | 17       |
| 18   | 6   | Nicholas Latifi    | Williams-Mercedes         | 1:28.430 |          |          | 18       |
| 19   | 99  | Antonio Giovinazzi | Alfa Romeo-Ferrari        | 1:28.433 |          |          | 19       |
| 20   | 7   | Kimi Räikkönen     | Alfa Romeo-Ferrari        | 1:28.493 |          |          | 20       |

Fuente: Fórmula 1.

## Carrera

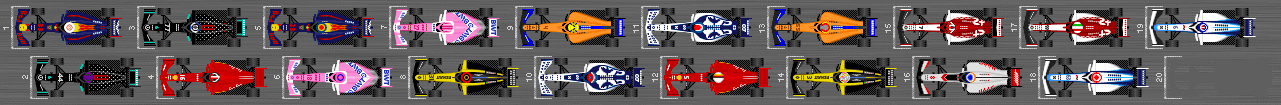
Resultados de la carrera del GP del 70.º Aniversario.

Resultados
| Pos. | N.º | Piloto             | Equipo/Motor              | Vueltas | Tiempo/Retirado | Parrilla | Puntos |
| ---- | --- | ------------------ | ------------------------- | ------- | --------------- | -------- | ------ |
| 1    | 33  | Max Verstappen     | Red Bull-Honda            | 52      | 1:19:41.993     | 4        | 25     |
| 2    | 44  | Lewis Hamilton     | Mercedes                  | 52      | +11.326         | 2        | 18+1   |
| 3    | 77  | Valtteri Bottas    | Mercedes                  | 52      | +19.231         | 1        | 15     |
| 4    | 16  | Charles Leclerc    | Ferrari                   | 52      | +29.289         | 8        | 12     |
| 5    | 23  | Alexander Albon    | Red Bull-Honda            | 52      | +39.146         | 9        | 10     |
| 6    | 18  | Lance Stroll       | Racing Point-BWT Mercedes | 52      | +42.538         | 6        | 8      |
| 7    | 27  | Nico Hülkenberg    | Racing Point-BWT Mercedes | 52      | +55.951         | 3        | 6      |
| 8    | 31  | Esteban Ocon       | Renault                   | 52      | +1:04.773       | 14       | 4      |
| 9    | 4   | Lando Norris       | McLaren-Renault           | 52      | +1:05.544       | 10       | 2      |
| 10   | 26  | Daniil Kvyat       | AlphaTauri-Honda          | 52      | +1:09.699       | 16       | 1      |
| 11   | 10  | Pierre Gasly       | AlphaTauri-Honda          | 52      | +1:10.642       | 7        |        |
| 12   | 5   | Sebastian Vettel   | Ferrari                   | 52      | +1:13.370       | 11       |        |
| 13   | 55  | Carlos Sainz Jr.   | McLaren-Renault           | 52      | +1:14.070       | 12       |        |
| 14   | 3   | Daniel Ricciardo   | Renault                   | 51      | +1 vuelta       | 5        |        |
| 15   | 7   | Kimi Räikkönen     | Alfa Romeo-Ferrari        | 51      | +1 vuelta       | 20       |        |
| 16   | 8   | Romain Grosjean    | Haas-Ferrari              | 51      | +1 vuelta       | 13       |        |
| 17   | 99  | Antonio Giovinazzi | Alfa Romeo-Ferrari        | 51      | +1 vuelta       | 19       |        |
| 18   | 63  | George Russell     | Williams-Mercedes         | 51      | +1 vuelta       | 15       |        |
| 19   | 6   | Nicholas Latifi    | Williams-Mercedes         | 51      | +1 vuelta       | 18       |        |
| Ret  | 20  | Kevin Magnussen    | Haas-Ferrari              | 43      | Abandono        | 17       |        |

Fuente: Fórmula 1.

## Clasificación tras la carrera
| Pos. | Piloto          | Puntos | Cambios       |
| ---- | --------------- | ------ | ------------- |
| 1    | Lewis Hamilton  | 107    | Sin cambios   |
| 2    | Max Verstappen  | 77     | Crecimiento   |
| 3    | Valtteri Bottas | 73     | Decrecimiento |
| 4    | Charles Leclerc | 45     | Crecimiento   |
| 5    | Lando Norris    | 38     | Decrecimiento |

| Pos. | Constructor               | Puntos | Cambios       |
| ---- | ------------------------- | ------ | ------------- |
| 1    | Mercedes                  | 180    | Sin cambios   |
| 2    | Red Bull-Honda            | 113    | Sin cambios   |
| 3    | Ferrari                   | 55     | Crecimiento   |
| 4    | McLaren-Renault           | 53     | Decrecimiento |
| 5    | Racing Point-BWT Mercedes | 41     | Sin cambios   |